# Arambilet

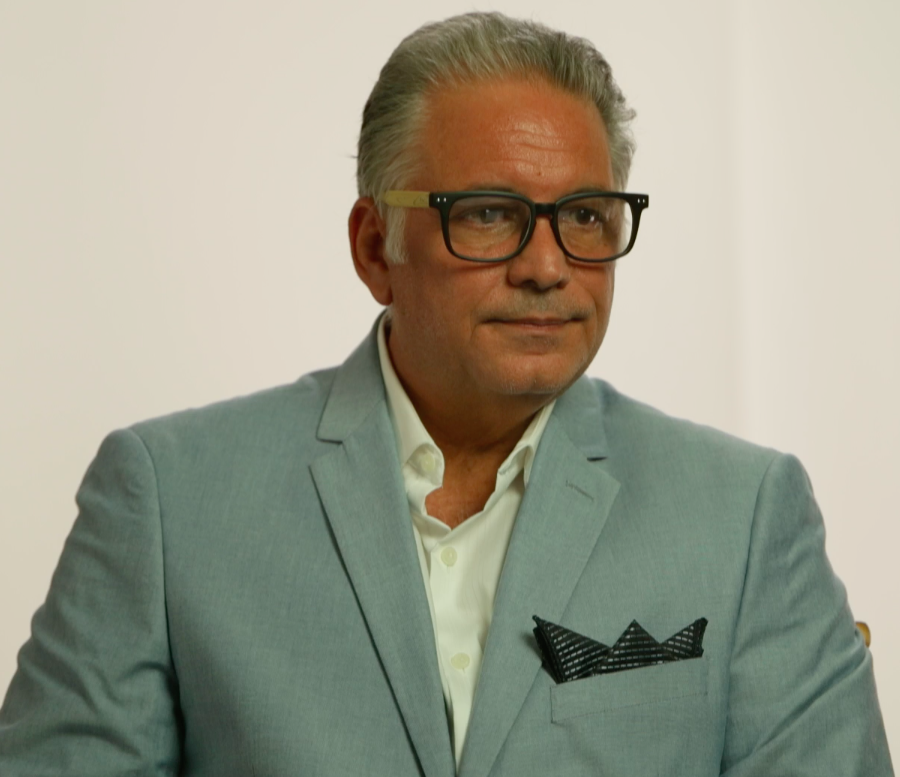
Arambilet

Angel Luis Arambilet Alvarez - Arambilet (Santo Domingo, República Dominicana, 16 de setembro de 1957) é um escritor, roteiro, pintor, artista gráfico, cineasta e engenheiro de sistemas.
Na América Latina e Caribe região, ele é considerado o criador da primeira história curta (Artes y Letras[Arts & Literature], 1978) e os primeiros poemas gráfica (associação de texto e gráficos -Arte y Cibernetica[Arte e Cybernetics], 1978), utilizando   arte informatizada linetext ou arte ASCII, uma técnica que combinado utilizado cartão perfurado, uma COBOL compilação processo (IBM Modelo 370-115) e impressoras de alta velocidade.
Arambilet está incluído no História da Computação Gráfica e Arte Digital do Século XX patrocinado pela Association for Computing Machinery/SIGGRAPH, actualmente a ser compilados por Anna Ursyn do Departamento de Artes Visuais da Colorado University.
Prêmio Literário Nacional para sua histórias curtas ("O hibisco pétalas", de 1994) e novela ("O segredo de Neguri", 2006).

## Obras
- 1978 - Trilogia de historias curtas (Artes y Letras)
- 1993 - O hibisco pétalas (Historia cortas); prémio literário nacional 1994; ISBN 84-89546-02-9.
- 1994 - Zona segredo (Poemas); ISBN 84-89546-00-2.
- 1994 - Homo Sapiens; ISBN 84-89546-01-0.
- 1996 - Quinteto: Cinco historias tristes, (Historias Curtas); ISBN 8489546037
- 1997 - Insectos, (Humor gráfico); ISBN 84-89546-05-3
- 1999 - Arambilet: Dez anos e cinco séries (1989-1999)(Casa Guayasamín, DR)
- 2000 - Livro as paixões (poesía); ISBN 99934-0-154-4
- 2002 - XIX Bienal ELJ. Obras colectivas, DR
- 2002 - Homo Sapiens: Personagens para pendurar Exposição, DPI galeria de arte, DR
- 2002 - Histórias da alma (guión de TV); ISBN 99934-0-154-4
- 2002 - Miriam Calzada: Montecristi  (Documentário)
- 2003 - XXII Bienal nacional de artes visuais Museu de Arte Moderno, Santo Domingo DR)
- 2003 - Marcos Lora Read: Kid Kapicúa. (Documentário. Joan Guaita Art, Maiorca, Espanha)
- 2003 - Videografia digitais. Arambilet: Series (1983-2003)
- 2004 - XX Bienal ELJ. Obras colectivas, DR
- 2005 - O segredo de Neguri (Novela; Editorial Alfaguara); Dominicana National Literary Prize 2005. ISBN 99934-0-154-4
- 2005 - O segredo de Neguri (Documentário). Inclui dois curtas metragens baseados da novela de Arambilet, por cineastas Peyi Guzmán e Esteban Martin.
- 2005 - XXIII Bienal nacional de artes visuais Museu de Arte Moderno, Santo Domingo DR)
- 2006 - O mistério da dourada manatee (Roteiro); ISBN 9945-00-050-0
- 2006 - Guarocuya (Roteiro); ISBN 9945-00-063-2
- 2006 - Valsa (Curta metragem Barlovento CinemArt/24fps) Jornal selecção XXI Bienal ELJ / Rainier Inernational Film Festival 2007.
- 2006 - Sepiazul (Curta metragem. Barlovento CinemArt/24fps)
- 2006 - Documentário. (Elogio fúnebre: Claudia. Barlovento CinemArt/24fps)
- 2006 - La suerte/A sorte (Curta metragem. Barlovento CinemArt/24fps) Seleção Oficial e Prêmio indigitado para Best Foreign Language Film em San Fernando Valley International Film Festival 2007.
- 2006 - Miniaturas na capa. Exposição. Viota Gallery, PR; Arte Berry, RD
- 2006 - XXI Bienal ELJ (Centro León. Bienal Eduardo León Jimenes); Santiago, RD
- 2007 - O contrapeso distante das estrelas (Roteiro. Cinema Barlovento)
- 2007 - Em sua imagem (Curta metragem. Cinema Barlovento)